# Daróci Bárdos Tamás
Daróci Bárdos Tamás (Budapest, 1931. szeptember 27. – 2019. augusztus 27.) magyar zeneszerző, karnagy, zenetanár. 2007-ben a Magyar Köztársasági Érdemrend lovagkeresztjével tüntették ki munkásságáért. Édesapja Bárdos Lajos zeneszerző, karnagy, zenetudós volt.

## Életpályája
Zenei tanulmányai kezdetén gordonkázni tanult Zsámboki Miklós, majd Friss Antal növendékeként. Középiskolai tanulmányait a Zenei Gimnáziumban végezte. Ezt követően a Liszt Ferenc Zeneművészeti Főiskolán tanult zeneszerzés szakon, Szervánszky Endre tanítványaként. 1958-ban kitüntetéssel diplomázott.
1958-tól 1961-ig a Fővárosi Zeneiskola Szervezet szolfézstanáraként dolgozott. Ekkoriban már több néptáncegyüttes számára készített feldolgozásokat, táncjáték-kíséreteket. 1961-től 1970-ig a Duna Művészegyüttes karmestereként és zenei vezetőjeként dolgozott. A szolnoki és zalaegerszegi néptáncfesztiválokon több alkalommal is elnyerte a zeneszerzői díjat. 1971-től 1990-ig a Magyar Állami Népi Együttes zenekarvezető karmestere volt. 1990-től a Weiner Leó Zeneművészeti Szakközépiskola zeneelmélet-, zeneirodalom-, és népzenetanára volt. Nős, hét gyermek édesapja.
A Bárdos Lajos Társaság társelnöke, a KÓTA tiszteletbeli társelnöke, a Magyar Muzsikus Fórum elnökségi tagja.

## Főbb művei
- Filmzenék
  - A tetovált nő (1971)
  - A bolondok grófja (1974)
  - A peleskei nótárius (1975)
  - Lúdas Matyi (1976)
  - Szaffi (1984)
- Színházi zenék
  - Koldus és királyfi
  - Magányos fehér vitorla (1977)
  - Telihold
- Oratóriumok, kantáták
  - Kantáta az ifjúságról (1975)
  - Az Értől az Óceánig (Ady-kantáta, 1976)
  - Fehérvári Te Deum
  - Missa Gratiae
  - Magyar Rekviem
- Motetták

## Díjai, elismerései
- 1974 Erkel Ferenc-díj, III. fokozat
- 1995 Lyra-díj
- 1997 Székesfehérvár díszpolgára
- 2001 Apáczai Csere János-díj
- 2005 KÓTA zeneszerzői díj
- 2007 A Magyar Érdemrend lovagkeresztje